# Oost-Watergraafsmeer

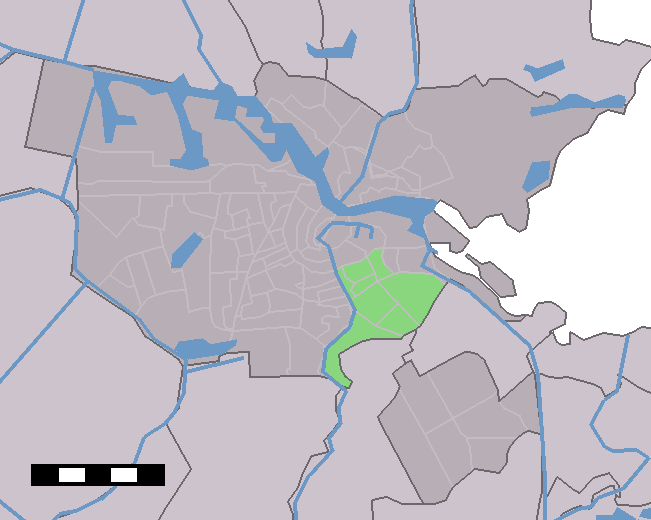
Localisation de l'ancien arrondissement de Oost-Watergraafsmeer à Amsterdam.

Oost-Watergraafsmeer est l'un des quinze anciens arrondissements (Stadsdeel) de la ville d'Amsterdam, aux Pays-Bas. Né de la fusion des anciens arrondissements de Oost et Watergraafsmeer en 1998, il a été consolidé avec l'ancien arrondissement de Zeeburg situé au nord pour former le nouvel arrondissement de Amsterdam-Oost en 2010. Situé à l'extrême est de la ville, il est délimité par l'Amstel et le Singelgracht à l'ouest, et la ligne de chemin de fer Amsterdam – Hilversum et les communes de Diemen et Ouder-Amstel à l'est.
Le Oosterpark constitue le centre du nouvel arrondissement de Oost qui abrite notamment le Tropenmuseum. Le quartier du Dapperbuurt situé le long du parc accueille le Dappermarkt qui constitue avec le Albert Cuypmarkt l'un des marchés les plus célèbres de la ville. Le quartier abrite également une partie importante du campus de l'Universiteit van Amsterdam (UvA).
En ce qui concerne les transports, le quartier est traversé par deux lignes de chemin de fer principales: Amsterdam-Central – Utrecht-Central, et Amsterdam – Hilversum. Deux gares ferroviaires y sont situées : Amsterdam Amstel et Amsterdam Muiderpoort.
Depuis 2009, la mairie de l'arrondissement (stadsdeelkantoor) a déménagé vers le nouveau quartier de Oostpoort, où un nouveau bâtiment multifonctionnel a été bâti. l'ancienne mairie était située dans l'hôpital désaffecté de Burgerziekenhuis, situé sur la Linnaeusstraat. C'est en face de ce bâtiment que le réalisateur néerlandais Theo van Gogh fut assassiné en 2004.
En 2007, le nouvel arrondissement de Amsterdam-Oost a été placé sur une liste de quarante quartiers problématiques au niveau national (De 40 wijken van Vogelaar), pour lesquels l'Etat s'engage à débloquer plus de fonds et à accorder plus d'attention,.